# Acmeshachia albifascia
Acmeshachia albifascia är en fjärilsart som beskrevs av Moore 1879. Acmeshachia albifascia ingår i släktet Acmeshachia och familjen tandspinnare. Inga underarter finns listade i Catalogue of Life.